# Esmée Böbner
Esmée Böbner (Hasle, 3 november 1999) is een voormalige Zwitserse beachvolleybalspeler. Met Zoé Vergé-Dépré won ze een bronzen medaille bij de Europese kampioenschappen en in totaal vijf medailles bij de nationale kampioenschappen. Ze nam eenmaal deel aan de Olympische Spelen.

## Carrière

### 2015 tot en met 2021
Böbner begon als kind met volleybal en speelde zowel in de zaal als op het strand. In de zaal won ze met de jeugd van Luzern Volley het Zwitsers kampioenschap onder 19. Op het strand werd ze met Jana Wigger Zwitsers kampioen onder 19 in 2015. Met Elise Boilat deed ze dat jaar mee aan de EK onder 18 in Riga en de EK onder 20 in Larnaca. Een jaar later won Böbner met Mirjana Blazevic de nationale titel onder 21. Met Mara Betschart eindigde ze als negende bij de EK onder 18 in Brno en met Jill Frangi kwam ze in actie bij de EK onder 20 in Antalya. In 2017 behaalde ze met Dunja Gerson een vierde plaats bij de EK onder 22 in Baden. Aan de zijde van Zoé Vergé-Dépré – met wie Böbner tot en met 2024 een team zou vormen – eindigde ze als negende bij zowel de EK onder 20 in Vulcano als de WK onder 21 in Nanjing. Bij de Zwitserse kampioenschappen in Bern behaalden ze een vierde plaats.
Het jaar daarop debuteerde het duo in de FIVB World Tour. Ze namen deel aan zes toernooien. Ze wonnen het 1-ster-toernooi van Ljubljana door de Oekraïense zussen Inna en Iryna Machno in de finale te verslaan en eindigden als tweede in Montpellier en als vierde in Vaduz. In eigen land werden ze tweede bij de NK achter Nina Betschart (tegenwoordig Brunner) en Tanja Hüberli. Bij de EK onder de 22 in Jūrmala kwamen ze tot een negende plaats en bij de wereldstudentenkampioenschappen in München behaalden ze een vierde plaats. Met Sibelly Gilardi won Böbner een bronzen medaille bij de EK onder 20 in Anapa. In 2019 namen Böbner en Vergé-Dépré deel aan de kwalificaties van negen toernooien in de World Tour. Alleen in Edmonton drongen ze door tot het hoofdtoernooi. Bij de EK onder 22 in Antalya en de NK bereikte het duo de kwartfinales. Met Betschart haalde Böbner bij de WK onder 21 in Udon Thani eveneens de kwartfinales. Een jaar later won ze met Betschart brons bij de EK onder 22 in İzmir en deed ze met Vergé-Dépré mee aan een toernooi in Baden. In 2021 speelden Böbner en Vergé-Dépré op zeven internationale toernooien. In Doha, Cancun en Gstaad bereikten ze de zestiende finale en bij het 2-sterren-toernooi van Praag wonnen ze een zilveren medaille achter Thamela Coradello en Elize Maia uit Brazilië. In Wenen deden ze voor het eerst mee aan de Europese kampioenschappen voor de senioren. In de achtste finale verloren ze in drie sets van het Duitse tweetal Karla Borger en Julia Sude. In Bern wonnen ze de bronzen medaille bij de Zwitserse kampioenschappen.

### 2022 tot en met 2024
Het seizoen daarop waren Böbner en Vergé-Dépré actief op negen toernooien in de Beach Pro Tour – de opvolger van de World Tour. Ze bereikten de kwartfinales van de Challenge-toernooien in Tlaxcala en Agadir en het Elite16-toernooi van Parijs. Bij de wereldkampioenschappen in Rome werden ze in de zestiende finale uitgeschakeld door hun landgenoten Joana Heidrich en Anouk Vergé-Dépré, de zus van Zoé. Bij de EK in München strandde het duo in de achtste finale tegen de Duitsers Chantal Laboureur en Sarah Schulz. In eigen land wonnen ze zilver bij de NK achter Brunner en Hüberli. In 2023 namen Böbner en Vergé-Dépré deel aan twaalf toernooien in de mondiale competitie. In Jūrmala eindigden ze met een tweede plaats voor het eerst op het podium in de Beach Pro Tour. In Itapema en Edmonton kwamen ze verder tot een vierde plaats en in Saquarema werden ze vijfde. Bij de EK in Wenen bereikten ze de kwartfinale, waar ze werden uitgeschakeld door Brunner en Hüberli, en ook bij de NK verloor het duo in de finale van Brunner en Hüberli. Bij de WK in Tlaxcala verloren ze in de achtste finale van het Canadese tweetal Melissa Humana-Paredes en Brandie Wilkerson.
Het jaar daarop speelden Böbner en Vergé-Dépré op elf toernooien in de Beach Pro Tour. Ze wonnen het Challenge-toernooi van Guadalajara door Agatha Bednarczuk en Rebecca Silva uit Brazilië in de finale te verslaan. Bij het Elite16-toernooi van Brasilia wonnen ze het brons ten koste van de Nederlanders Katja Stam en Raïsa Schoon. In Recife, Gstaad en Wenen kwamen ze verder tot drie vijfde plaatsen. Via de olympische ranglijst had het duo zich geplaatst voor de Olympische Spelen in Parijs. Daar gingen ze als groepswinnaar door naar de achtste finales. Na een overwinning op het Chinese tweetal Xue Chen en Xia Xinyi in de achtste finale werden Böbner en Vergé-Dépré in de kwartfinale uitgeschakeld door de Australiërs Mariafe Artacho del Solar en Taliqua Clancy. Anderhalve week later won het duo de bronzen medaille bij de EK in Nederland. Ze waren in de wedstrijd om het brons in twee sets te sterk voor Monika Paulikienė en Ainė Raupelyté uit Litouwen. In Bern behaalden ze voor de derde keer op rij het zilver achter Brunner en Hüberli. Na afloop van de NK beëindigde Böbner haar sportieve loopbaan.

## Palmares
Kampioenschappen
- 2018:  EK U20
- 2018:  NK
- 2020:  EK U22
- 2021:  NK
- 2022:  NK
- 2023:  NK
- 2023: 9e WK
- 2024: 5e OS
- 2024:  EK
- 2024:  NK

FIVB World Tour
- 2018:  1* Ljubljana
- 2019:  1* Montpellier
- 2021:  2* Praag

Beach Pro Tour
- 2023:  Jūrmala Challenge
- 2024:  Guadalajara Challenge
- 2024:  Elite16 Brasilia